# کوریاتماسوو
کوریاتماسوو (انگلیسی: Kuryatmasovo) یک شهرک در شهرستان داولکانوفسکی در استان باشقیرستان کشور روسیه است.